# Ку (імператор)
Ку (кит. 嚳, пін. Kù) — міфічний імператор (ді, кит. 帝, пін. dì) Стародавнього Китаю, один з П'яти легендарних імператорів. Мав прізвисько Ґао Сінь (кит. 高辛, пін. Gāo Xīn).

## Народження
Був праонуком Жовтого імператора (Хуан-ді). Син Цзяо Цзі. За переказами, Ку народився чудесним чином і сам назвав власне ім'я («Ши цзі», Лю Сінь, «Кунцзи цзяюй»). Він уявлявся істотою з пташиною головою і тулубом мавпи.
У джерелах раннього Середньовіччя Ку малюється зі щитом на голові й зі зрослими зубами, що були в нього від народження як знак незвичайного героя.

## Діяльність
Уважається, що він у 15 років почав допомагати в управлінні свого дядька (варіант: братові) Чжуань-сюю, а у 30 років зійшов на престол і володарював 70 (або 75 років), помер у 100-річному віці.
Джерела малюють його ідеальним справедливим правителем, який брав багатства в землі і дбайливо використовував їх, ласкаво наставляв народ і вчив його отримувати вигоду, обчислював рух сонця і місяця, зустрічаючи і проводжаючи їх; розпізнавав духів і з повагою служив їм. Дії його були завжди своєчасними, а одяг — як у простого чиновника. «Ши цзі» також вказують на відношення Ку до інших героїв китайської міфології, на ім'я Чжу Жун (кит.: 祝融) та Ґунґун (кит.: 共工).
«Бамбукові аннали», глава «Ґу ює» (кит.: 古樂), визначають важливу роль Ку в поширенні музичних інструментів та жанрів. Джерела епохи Хань називають його в низці винахідників класичних музичних жанрів, що розпочинається із Хуан-ді та закінчується періодом Чжаньґо.

## Родина
Існує багато переказів про дружин Ку. Одна з них не торкалася ногами землі. Їй часто снилося, що вона ковтає сонце, і після цього у неї народжувався син. Вона народила Ку вісім синів. У стародавніх історичних пам'ятках, де Ку представлений як реальний володар, у нього чотири дружини: Цзян-юань, Цзянь-ді, Цин-ду і Чан-і. 